# Шведські хокейні ігри 2004
Шведські хокейні ігри 2004 — міжнародний хокейний турнір у Швеції в рамках Єврохокейтуру, проходив 5—8 лютого 2004 року у Стокгольмі. Матч Фінляндія — Чехія відбувся у Гельсінкі.

## Результати та таблиця
| 1. | Швеція    | *** | 4:0    | 5:3    | 4:0 | 3 | 3 | 0 | 0 | 0 | 13:3 | 9 |
| 2. | Чехія     | 0:4 | ***    | 3:2 ОТ | 2:1 | 3 | 1 | 1 | 1 | 0 | 5:7  | 5 |
| 3. | Росія     | 3:5 | 2:3 ОТ | ***    | 4:1 | 3 | 1 | 1 | 1 | 0 | 9:9  | 4 |
| 4. | Фінляндія | 0:4 | 1:2    | 1:4    | *** | 3 | 0 | 0 | 3 | 0 | 2:10 | 3 |

М — підсумкове місце, І - матчі, В — перемоги, ВО — перемога по булітах або у овертаймі, ПО — поразка по булітах або у овертаймі, П — поразки, Ш — закинуті та пропущені шайби, О — очки

## Команда усіх зірок
| Воротар  | Роман Малек       |
| Захисник | Олег Твердовський |
| Захисник | Пер Густафссон    |
| Нападник | Томаш Власак      |
| Нападник | Йоган Давідссон   |
| Нападник | Кіммо Кухта       |

## Найкращі гравці турніру
| Воротар  | Роман Малек       |
| Захисник | Олег Твердовський |
| Нападник | Йоган Давідссон   |